# Alafia intermedia
Alafia intermedia är en oleanderväxtart som beskrevs av Marcel Pichon. Alafia intermedia ingår i släktet Alafia och familjen oleanderväxter. Inga underarter finns listade i Catalogue of Life.